# Akashiyaki
L'akashiyaki (明石焼き) est une petite boulette ronde originaire de la ville d'Akashi, dans la préfecture de Hyōgo, au Japon. La boulette est faite d'une pâte à frire riche en œufs et en poulpe trempée dans du dashi (un fin bouillon de poisson) avant d'être consommée. Les locaux l'appellent simplement tamagoyaki (玉子焼き, « œuf grillé »). Les akashiyaki modernes ont commencé à être vendus à l'ère Taishō par un acheteur de yatai, Seitarō Mukai. Il existe aujourd'hui plus de 70 magasins d'akashiyaki à Akashi.
Bien que le takoyaki, une autre boulette japonaise, soit plus populaire au Japon, il est inspiré de l'akashiyaki. Les deux sont fabriqués avec une poêle à takoyaki, un type de poêle ou de plaque de cuisson avec de nombreux moules hémisphériques. Comparé au takoyaki, l'akashiyaki a une texture plus douce et plus grasse.
L'akashiyaki est représenté dans le roman visuel cyberpunk du jeu vidéo Snatcher. Dans la version anglaise, cependant, elle a été remplacée par la Neo Kobe Pizza, que les gens ont fait l'effort de recréer[pas clair]. Il est également présenté dans l' épisode 5 de l'anime Shuffle!.